# Étival-Clairefontaine
Étival-Clairefontaine és un municipi francès, situat al departament dels Vosges i a la regió del Gran Est. L'any 2007 tenia 2.421 habitants.

## Demografia

### Població
El 2007 la població de fet d'Étival-Clairefontaine era de 2.421 persones. Hi havia 1.057 famílies, de les quals 335 eren unipersonals (120 homes vivint sols i 215 dones vivint soles), 350 parelles sense fills, 307 parelles amb fills i 65 famílies monoparentals amb fills.
La població ha evolucionat segons el següent gràfic:
Habitants censats

### Habitatges
El 2007 hi havia 1.202 habitatges, 1.072 eren l'habitatge principal de la família, 48 eren segones residències i 82 estaven desocupats. 887 eren cases i 310 eren apartaments. Dels 1.072 habitatges principals, 751 estaven ocupats pels seus propietaris, 288 estaven llogats i ocupats pels llogaters i 33 estaven cedits a títol gratuït; 16 tenien una cambra, 73 en tenien dues, 150 en tenien tres, 254 en tenien quatre i 578 en tenien cinc o més. 859 habitatges disposaven pel capbaix d'una plaça de pàrquing. A 466 habitatges hi havia un automòbil i a 445 n'hi havia dos o més.

### Piràmide de població
La piràmide de població per edats i sexe el 2009 era:
| Homes | Edats   | Dones |
| ----- | ------- | ----- |
| 0     | 95 o +  | 0     |
| 0     | 90 a 94 | 8     |
| 8     | 85 a 89 | 20    |
| 8     | 80 a 84 | 16    |
| 28    | 75 a 79 | 48    |
| 64    | 70 a 74 | 96    |
| 48    | 65 a 69 | 72    |
| 76    | 60 a 64 | 52    |
| 60    | 55 a 59 | 40    |
| 84    | 50 a 54 | 100   |
| 80    | 45 a 49 | 72    |
| 76    | 40 a 44 | 112   |
| 120   | 35 a 39 | 92    |
| 116   | 30 a 34 | 80    |
| 80    | 25 a 29 | 88    |
| 52    | 20 a 24 | 56    |
| 56    | 15 a 19 | 60    |
| 60    | 10 a 14 | 52    |
| 108   | 5 a 9   | 112   |
| 72    | 0 a 4   | 64    |

## Economia
El 2007 la població en edat de treballar era de 1.536 persones, 1.175 eren actives i 361 eren inactives. De les 1.175 persones actives 1.054 estaven ocupades (574 homes i 480 dones) i 121 estaven aturades (47 homes i 74 dones). De les 361 persones inactives 130 estaven jubilades, 102 estaven estudiant i 129 estaven classificades com a «altres inactius».

### Ingressos
El 2009 a Étival-Clairefontaine hi havia 1.116 unitats fiscals que integraven 2.589,5 persones, la mediana anual d'ingressos fiscals per persona era de 17.936 €.

### Activitats econòmiques
Dels 94 establiments que hi havia el 2007, 3 eren d'empreses extractives, 3 d'empreses alimentàries, 1 d'una empresa de fabricació de material elèctric, 1 d'una empresa de fabricació d'elements pel transport, 7 d'empreses de fabricació d'altres productes industrials, 15 d'empreses de construcció, 17 d'empreses de comerç i reparació d'automòbils, 8 d'empreses de transport, 9 d'empreses d'hostatgeria i restauració, 3 d'empreses financeres, 1 d'una empresa immobiliària, 7 d'empreses de serveis, 10 d'entitats de l'administració pública i 9 d'empreses classificades com a «altres activitats de serveis».
Dels 26 establiments de servei als particulars que hi havia el 2009, 2 eren oficines de correu, 2 tallers de reparació d'automòbils i de material agrícola, 1 autoescola, 7 paletes, 2 fusteries, 3 lampisteries, 1 electricista, 2 perruqueries, 5 restaurants i 1 agència immobiliària.
Dels 5 establiments comercials que hi havia el 2009, 1 era una botiga de més de 120 m², 2 fleques, 1 una botiga de material de revestiment de parets i terra i 1 una joieria.
L'any 2000 a Étival-Clairefontaine hi havia 11 explotacions agrícoles.

## Equipaments sanitaris i escolars
L'únic equipament sanitari que hi havia el 2009 era una farmàcia.
El 2009 hi havia 1 escola maternal i 2 escoles elementals.

## Poblacions més properes
El següent diagrama mostra les poblacions més properes.